# De reis van de Beagle

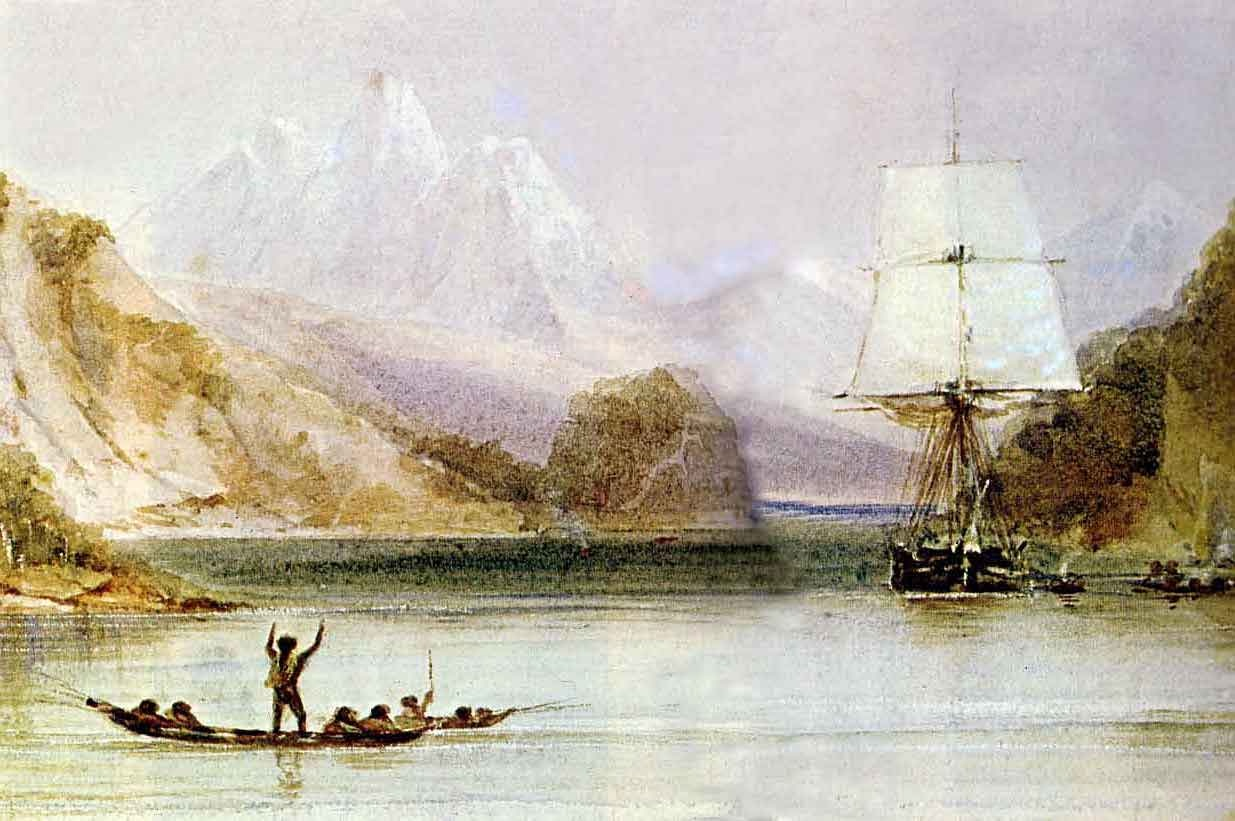
HMS Beagle, aquarel door Conrad Martens. Geschilderd tijdens het onderzoek van Tierra del Fuego, toont het de Beagle die wordt verwelkomd door de inwoners van Vuurland.

De reis van de Beagle (The Voyage of the Beagle) is de titel die vaak wordt gegeven aan een boek van Charles Darwin dat in 1839 werd gepubliceerd als Journal and Remarks.
De titel verwijst naar de tweede expeditie van het schip HMS Beagle, dat op 27 december 1831 in Plymouth vertrok onder het bevel van kapitein Robert Fitzroy. De expeditie was oorspronkelijk gepland om twee jaar te duren, maar uiteindelijk zou de Beagle pas terugkeren op 2 oktober 1836. Darwin bracht het grootste deel van deze tijd door met het verkennen van het land (drie jaar en drie maanden op het land en 18 maanden op zee). 
Het boek, dat ook wel bekendstaat als Darwin's Journal of Researches, is behalve een levendig en spannend reisverslag ook een gedetailleerd uitgewerkte wetenschappelijke veldstudie over biologie, geologie en antropologie.